# Robert J. Cenker
Robert Joseph Cenker, Jr. (* 5. November 1948 in Uniontown, Bundesstaat Pennsylvania, USA) ist ein US-amerikanischer Ingenieur und hat als Nutzlastspezialist an einem Raumflug teilgenommen. Er war aber kein Berufsastronaut.
Cenker erhielt 1970 von der Pennsylvania State University einen Bachelor und 1973 einen Master in Luft- und Raumfahrttechnik sowie 1977 von der Rutgers University einen Master in Elektrotechnik. 
Cenker war Ingenieur bei RCA und entwickelte dort verschiedenste Satellitensysteme. 
Cenker berät derzeit verschiedene Unternehmen in den Bereichen Raumfahrttechnik und der Erforschung der Schwerelosigkeit. 

## Astronautentätigkeit
Cenker wurde im Mai 1985 von RCA als Nutzlastspezialist ausgewählt und von der NASA für die Space-Shuttle-Mission STS-61-C eingeteilt. Am 12. Januar 1986 startete Cenker mit der Raumfähre Columbia zu der sechstägigen Mission ins All. Cenker führte dabei verschiedene physiologische Tests durch, beobachtete das Aussetzen des Satelliten Satcom Ku-1 von RCA und bediente eine Infrarotkamera. 

## Privates
Robert Cenker und seine Frau Barbara haben zwei Söhne und eine Tochter.